# Sân bay Roland Garros
Sân bay Roland Garros (tiếng Pháp: Aéroport de la Réunion Roland Garros) (mã sân bay IATA: RUN, mã sân bay bay ICAO: FMEE) là một sân bay nằm ở Sainte-Marie, Saint-Denis, Réunion. Sân bay 7 km về phía đông của Saint-Denis; nó được đặt tên theo phi công Pháp Roland Garros người sinh ra tại Saint-Denis. Sân bay Roland Garros là trung tâm của hãng Air Austral và đã phục vụ 2.067.764 lượt khách trong năm 2012.

## Hãng hàng không và tuyến bay
- Air Austral (Antananarivo, Bangkok, Dzaoudzi, Johannesburg, Lyon, Marseille, Mauritius, Moroni, Nosy Be, Noumea (Neukaledonien), Paris-Charles de Gaulle, Mahé (Seychellen), Saint-Pierre de la Réunion, Sydney, Toamasina)
- Air France (Paris-Orly)
- Air Madagascar (Antananarivo, Antsiranana, Fort Dauphin, Île Sainte-Marie, Mahajanga, Nosy Be, Toamasina, Toliara)
- Air Mauritius (Mauritius)
- Corsairfly (Lyon, Marseille, Nantes, Paris-Orly, Toulouse)
- Interair South Africa (Johannesburg)